# Cryptothylax minutus
Cryptothylax minutus é uma espécie de anfíbio da família Hyperoliidae.
Pode ser encontrada nos seguintes países: República Democrática do Congo e possivelmente em República do Congo.
Os seus habitats naturais são: florestas subtropicais ou tropicais húmidas de baixa altitude, rios, pântanos, lagos de água doce, marismas de água doce, marismas intermitentes de água doce, jardins rurais e florestas secundárias altamente degradadas.